# Militärflugplatz Abu z-Zuhur

i7
i11
i13
Der Militärflugplatz Abu z-Zuhur liegt östlich von Abu z-Zuhur, Provinz Idlib.

## Syrischer Bürgerkrieg
Der Flugplatz wurde im Syrischen Bürgerkrieg seit September 2012 von einer islamistischen Allianz aus der dschihadistisch-salafistischen Terrororganisation al-Nusra-Front, der dschihadistischen Dschaisch al-Fatah sowie der ebenfalls dschihadistischen Islamischen Turkestan-Partei belagert. Ende August 2015 nahm diese zunächst den Einfahrtsbereich ein und eroberte am 9. September 2015 schließlich den gesamten Flugplatz. Nach der Einnahme wurden gefangene Soldaten der syrischen Armee auf dem Flugplatz ermordet. Dabei wurden 56 Menschen getötet.
Am 9. Januar 2018 erreichten die syrische Armee und ihre Verbündeten, von Süden kommend, im Zuge einer Offensive den Flugplatz. Am 20. Januar 2018 erlangte die syrische Armee die Kontrolle über das Gelände des Flughafens zurück.